# 汪大燮
汪 大燮（おう だいしょう）は、清末民初の政治家・外交官。清代末期には主に外交官をつとめ、民国初期には北京政府で外務総長など要職を歴任した。さらに、一時的ながらも臨時国務院総理をつとめている。旧名は尭兪。字は伯唐、伯棠。

## 事跡
挙人となり、清朝で各職をつとめた後、1902年（光緒28年）11月、日本留学生の監督となる。1905年（光緒31年）7月、出使英国大臣（イギリス公使）となった。翌年、外務部右侍郎に昇進し、さらに考察憲政大臣としてイギリス、ドイツなどを視察した。1910年（宣統2年）、駐日公使となる。
中華民国成立後の1912年（民国2年）9月、汪大燮は、熊希齢内閣の教育総長に就任した。あわせて進歩党に加入している。翌年3月、平政院院長となり、5月、参政院副院長に転じる。1916年（民国5年）6月、段祺瑞内閣の交通総長をつとめたが、翌月辞任する。1917年（民国6年）2月、特使として日本に赴き、翌月に大正天皇に政府を代表して勲章を授与した。
張勲復辟失敗後の同年7月、段祺瑞が再度内閣を組織し、汪大燮は外務総長に就任した。11月22日に段が国務総理を辞職すると、30日まで、汪が代理総理として臨時内閣を組織している。1918年（民国7年）12月、総統徐世昌の下で外交委員会委員長をつとめ、翌年には国民外交協会の暫定代理理事長に就任した。さらに、ヴェルサイユ条約に関する案件を審議するための外交委員会が徐により設置されると、汪が委員長となった。1920年（民国9年）1月、欧州参戦に功があったとして、北京政府から勲三位を授与されている。同年10月には、中国紅十字会（赤十字）会長に就任した。
ワシントン会議対応に関与した後、1922年（民国11年）11月、汪大燮は臨時国務総理兼財務総長となった。しかし、1か月と持たず辞任した。その後も、外交や赤十字事業等に従事している。1929年（民国18年）、病没。享年71。

## 著作
- 『汪氏振綺堂宗譜 4巻』1930年

## 注
1. 1 2 3 4  徐主編（2007）、716頁。